# Le Juch
 Le Juch  (en bretón Ar Yeuc'h) es una población y comuna francesa, situada en la región de Bretaña, departamento de Finisterre, en el distrito de Quimper y cantón de Douarnenez.

## Demografía
| 757 | 692 | 725 | 751 | 751 | 721 |
| Para los censos de 1962 a 1999 la población legal corresponde a la población sin duplicidades (Fuente: INSEE [Consultar]) |     |     |     |     |     |